# Súdost
El riu Súdost (en rus Судость) és un afluent per la dreta del Desnà. Passa per l'óblast de Briansk a Rússia i per la província de Txerníhiv a Ucraïna. Es glaça des de novembre fins a desembre. La ciutat més important per on passa és Potxep. Té una longitud de 208 km.